# NGC 2981
NGC 2981 est une vaste et lointaine galaxie spirale intermédiaire située dans la constellation du Lion. NGC 2981 a sans doute été découverte par l'astronome autrichien Johann Palisa en 1886, mais Wolfgang Steinicke attribue sa découverte à Samuel Oppenheim.

## Caractéristiques
Sa vitesse par rapport au fond diffus cosmologique est de 10 388 ± 4 km/s, ce qui correspond à une distance de Hubble de 157 ± 11 Mpc (∼512 millions d'al).
La classe de luminosité de NGC 2981 est II-III et elle présente une large raie HI.